# 스타 크로스드
《스타 크로스드》(영어: Star-Crossed)는 2014년 2월 17일 부터 동년 5월 12일까지 The CW에서 방영된 텔레비전 드라마이다.

## 캐스트
- 에이미 티가든 - 에밀리 화이트힐 역
- 맷 랜터 - 로먼 역
- 맬리스 조- 줄리아 역
- 타이터스 마킨 주니어 - 루커스 역
- 그레이 데이먼 - 그레이슨 역
- 내털리 홀 - 테일러 역
- 첼시 길리건 - 테리 역
- 그레그 핀리 - 드락 역
- 브리나 펄렌시아 - 소피아 역

## 나라별 방영
| 지역           | 채널   |
| -------------- | ------ |
| 미국           | The CW |
| 오스트레일리아 | Fox8   |
| 필리핀         | ETC    |
| 영국           | Sky1   |